# 沙漠科技硬目標攔截狙擊步槍
硬目標攔截（簡稱：HTI）是一款由美国槍械製造商沙漠科技公司（英語：Desert Tech，DT；前稱：沙漠戰術武器公司，DTA）所研製及生產的新一代模塊化及多種口徑設計的犢牛式手動狙擊步槍（反器材步槍），在2012年SHOT Show（美國著名槍展）上首度揭幕，發射12.7×99毫米北約（.50 BMG）、.416巴雷特、.408 CheyTac、.375 CheyTac等口徑的步枪子彈。

## 設計細節

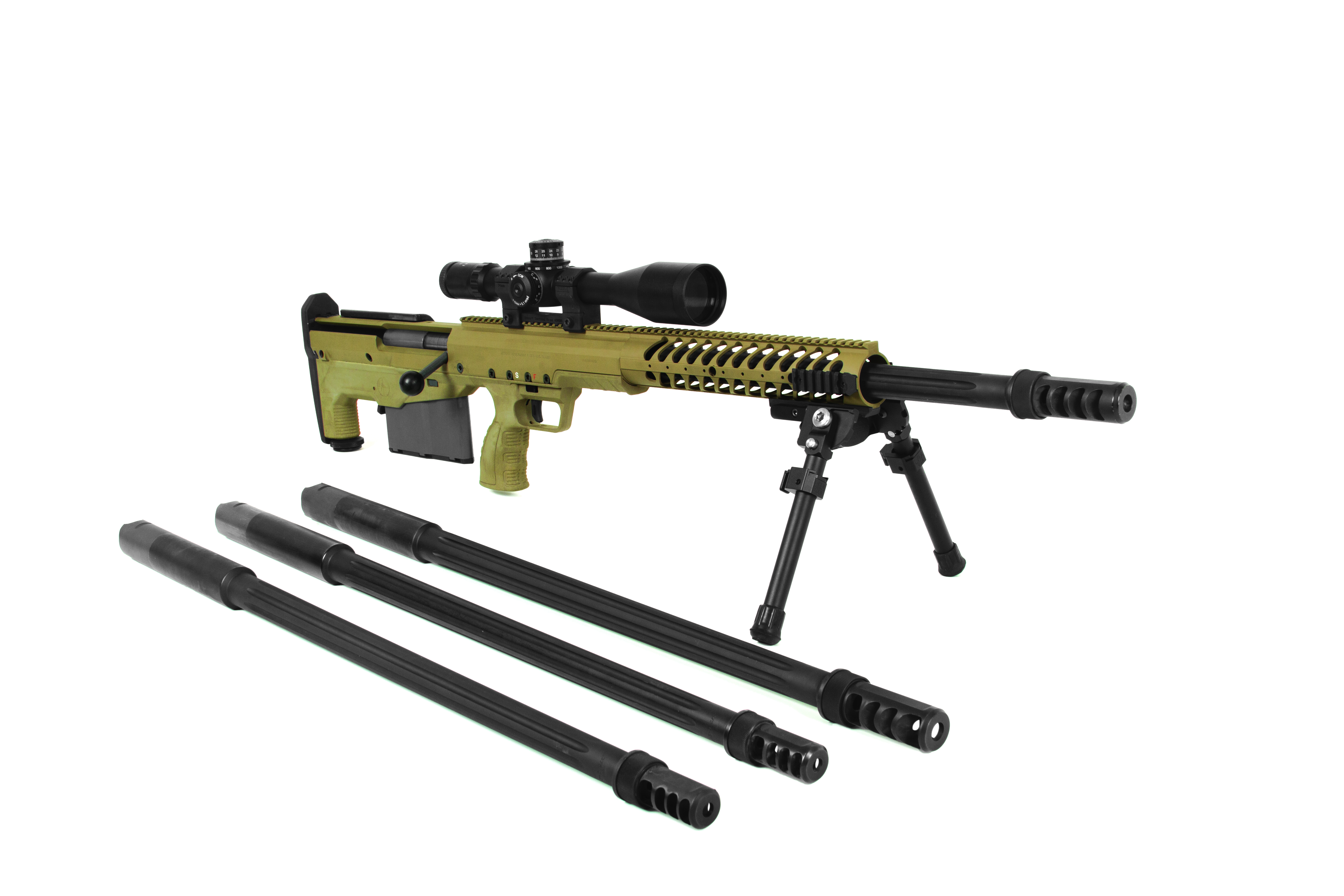
沙漠科技硬目標攔截步槍與可用的槍管。

與隱形偵察兵一樣，硬目標攔截的特別是不同之處在於它是其中一枝為數不多的採用犢牛式佈局的手動槍機步枪。這賦予了這枝步槍一個相對而且緊湊的設計；生產商方面宣稱比傳統型反器材步槍縮短了304.8毫米（12英吋）。由於採用了犢牛式佈局，機匣、彈匣和槍機的位置都改為手槍握把後方的槍托內，因此操作上與其他大多數傳統式步槍設計略有不同。這樣的佈局也將更多的重量轉移到步槍的後方，生產商方面聲稱，這樣能夠創造了一個中心平衡點，大大提高了武器的平衡性。
該槍的英文名稱“Hard Target Interdiction”的意思是“硬目標攔截”，而這名詞是美軍的一項訓練科目，是指專門使用大口徑狙擊步槍對付裝甲目標，可以推斷見研製出硬目標攔截的沙漠戰術輕武器公司所瞄準的就是這個市場。硬目標攔截的長度只比雷明登700P稍長，而比俄羅斯SVD狙擊步槍還要短。硬目標攔截採用了7075-T6鋁合金製造的機匣和聚合物製造槍托以減輕重量，其空槍質量為9.09公斤（20.05磅），比一支標準型巴雷特M82狙擊步槍要輕便了很多。
硬目標攔截的槍背帶連接點位於武器的護木中心線的平衡點兩側，左右兩側具有四個槍背帶孔，以確保它挎著時能夠平放。聚合物製造的槍托採用了兩片式結構，用螺釘固定在一起。槍托組件後半部份就是使用者貼腮和抵肩部份。使用者貼腮部份下方為彈匣插座，彈匣卡箏設置在彈匣插座後方，左右兩側均有設置，亦可以單手操作。它採用了最佳高度的瞄準鏡環以配合其貼腮位置，使瞄準鏡軸線與使用者眼睛的高度保持一致。但儘管如此，它新增了隱形偵察兵上所沒有的可調節式托腮板。槍托尾部下方設有防滑紋。槍托後方設有橡膠製緩衝墊，這緩衝墊可以從槍托尾部拆卸下來並且裝上槍托墊板加厚（加長），通過調節其厚度以適應身型不同的使用者。而槍托下方更有一個可根據用戶需求設置的駐鋤，與前端的兩腳架相配合，可以讓硬目標攔截自行穩定在射擊位置上，這樣使用者可在執行觀察任務時充分休息，無需時時刻刻端著狙擊步槍，有助於保存體力。手動保險裝置設在扳機上方兩側，可以在使用者的手不離開手槍握把以下單手操作。將保險向前推為解除保險位置，向後推則是保險位置。該步槍可以輕易地分解為10個部件，非常有利於野外維護。
硬目標攔截具有四種口徑：12.7×99毫米北約口徑（.50 BMG）、.416 Barrett、.408 CheyTac、.375 CheyTac步枪子彈，這些口徑亦可以通過更換槍管和槍機就能在4種口徑間轉換。更換槍管時，只需使用扳手將槍托左側、扳機上方的槍管固定旋鈕擰動180°即可。
所有口徑衍生型是由5發可拆卸式彈匣供彈，並且使用一根736.6毫米（29英吋）比賽等級自由浮置式凹槽槍管。標準槍管上在槍口裝有圆柱形四室式制退器，它可以被拆卸，以便利用其槍口螺紋以安裝消聲器，或是裝上槍口帽以保護槍口螺紋。這枝步槍使用的可調節比賽等級扳機可以調節扳機行程和扳機扣力（可在1—6磅力、4.4—26.7牛頓之間調節），而原廠時將扳機扣力預設為3磅力（13.3牛頓）。它保證具有標準0.5MOA（0.15毫弧度）的精度。
步槍是由聚合物（黃褐色或是黑色）、鋁和鋼所構成。護木四周和上機匣整合了MIL-STD-1913戰術導軌系統，用以裝上各種戰術附件，例如兩腳架、戰術燈、雷射瞄準器（LAM）或日間／夜間光学瞄准镜、反射式瞄準鏡、全息瞄準鏡、棱鏡式瞄準鏡、夜視儀、热成像仪、以戰術導軌安裝的機械瞄具。上機匣的全長式MIL-STD-1913戰術導軌可以使用流行的前後串連式安裝配置模式擴大瞄準具附件的加裝應用模式。

## 使用國
- 亞美尼亞
- 捷克
  - 捷克共和國陸軍特種部隊單位
- 立陶宛
- 沙烏地阿拉伯
- 乌克兰
  - 烏克蘭國民衛隊
  - 烏克蘭安全局

## 資料來源
1. ↑  .   [2013-12-17]. （原始内容存档于2013-12-17）.
2. ↑  .   [2013-12-17]. （原始内容存档于2008-02-18）.

## 外部連結
- （英文）—Desert Tactical Arms - Manufacturer's website
- （英文）—The Truth About Guns.com—
  - Video Fun With Jeremy and the Desert Tech HTI .50 BMG （页面存档备份，存于）
  - Gun Review: Desert Tech HTI （页面存档备份，存于）
- （英文）—Tactical-Life.com—
  - DTA Hard Target Interdiction （页面存档备份，存于）
  - DTA HARD TARGET INTERDICTION .50 BMG
  - DTA .50 PRECISION BULLPUP （页面存档备份，存于）
  - The Dirty Dozen: Today’s Top 12 .50 BMG Rifles （页面存档备份，存于）
- （英文）—Defense Review—
  - Desert Tactical Arms DTA HTI (Hard Target Interdiction) Sniper Rifle Chassis/DTA HTI Conversion Kit Modular Bullpup, Bolt-Action .50 BMG/.416 Barrett/.408 Cheytac/.375 Cheytac Anti-Materiel/Sniper Rifle System Goes Into Production for Civilian Tactical Shooters and Military Special Operations Forces (SOF) Tasked with Long-Range Interdiction Operations/Missions (Video!) （页面存档备份，存于）
  - Desert Tactical Arms Hard Target Interdiction (DTA HTI) .375 Cheytac (.375CT) Bullpup Anti-Materiel/Sniper Rifle Shooters Achieve Consistent Hits at 3080 Yards! （页面存档备份，存于）
- （英文）—EuroOptic.com—Desert Tactical Arms - DTA SRS sale! - DTA HTI （页面存档备份，存于）
  - Desert Tactical Arms HTI （页面存档备份，存于）
- （简体中文）—D Boy Gun World（槍炮世界）—DT HTI狙击步枪 （页面存档备份，存于）